# ヘンリー・スタインウェイ

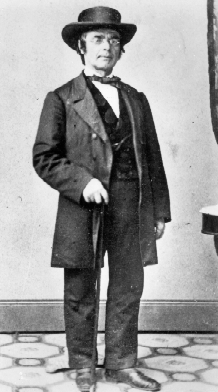
ヘンリー・スタインウェイ

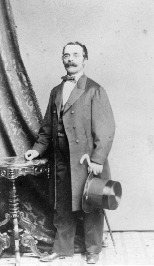
ヘンリー・スタインウェイ（1850年）

ヘンリー・エンゲルハード・スタインウェイ（Henry Engelhard Steinway, 1797年2月15日 - 1871年2月7日）は、ドイツとアメリカ合衆国でピアノを製作したピアノ製造技師であり、スタインウェイ・アンド・サンズの創業者である。

## 人物・来歴
1797年、ドイツのブラウンシュヴァイクで、林務官の16番目の息子として生まれ、当時はハインリヒ・エンゲルハルト・シュタインヴェーク（Heinrich Engelhard Steinweg）と名乗った。当時勃発したナポレオン戦争で父親や兄達が徴用され、その間に飢餓により母親と子供たちは飢え死にし、父親が戻ってきたときに残されたのはハインリヒを含め3人だけだったという。15歳のとき不運にも落雷による火災ですべての家族を失い、ハインリヒは孤児となった。その後、木工場の守衛として孤独な生活を送っていたが、木材の識別と工作能力に長け、後に家具職人として働いた。
ナポレオン戦争が終わる頃、木工技術をいかしてオルガン製作工場で働き始め、その後独立し、自身のオルガン修理工房を持った。オルガンの製作と修理作業の中で、フォルテピアノに強い関心を持ち、以後ピアノ製作を開始した。1836年に、スタインウェイ第一号となるピアノが完成、部品はすべて自分自身で作り上げたという。

### アメリカへ移住
1848年にドイツで3月革命が起きるとピアノ製作の仕事が困難になり、1850年、アメリカ合衆国・ニューヨーク市へ一家総出で移住した。ブラウンシュヴァイクにあった会社は、長男のクリスティアン・フリードリッヒ・テオドール・スタインウェイが引き継いだ。移住後は名前をドイツ語名のハインリヒ・エンゲルハルト・シュタインウェグからヘンリー・エンゲルハード・スタインウェイに改めた。
1853年、スタインウェイ・アンド・サンズ社をマンハッタンのヴァリック通りに設立した。